# Guerra de agresión
La guerra de agresión, crimen de agresión o crimen contra la paz es un conflicto bélico librado por uno o varios países soberanos contra otro u otros sin la justificación clara de la legítima defensa. Está contemplado en el artículo 5.º del Estatuto de Roma, sobre el crimen de agresión (pero aún no definido), que crea la Corte Penal Internacional. Su fundamento político está establecido en el Capítulo VII de la Carta de las Naciones Unidas. Este artículo simplemente lo menciona como uno de aquellos crímenes o delitos sobre los cuales tiene competencia la referida Corte. Durante la discusión del Estatuto, no hubo mayores inconvenientes para determinar los otros tres crímenes (genocidio, crímenes de guerra y crímenes contra la humanidad) puesto que sus definiciones se encontraban dentro ya enmarcadas dentro de la historia del Derecho Internacional Humanitario o del Derecho Internacional de los Derechos Humanos, en particular el genocidio en la Convención de las Naciones Unidas contra el Genocidio del año 1948 y los otros dos en los Convenios de Ginebra.
El caso particular de este delito (a diferencia del narcotráfico o el terrorismo, que no fueron incluidos), es que ya existía el antecedente hecho valer en los Juicios de Núremberg y de Juicios de Tokio. Dentro de este esquema, contra la guerra de agresión, debiera constituir la prohibición absoluta y la potencial aplicación de la pretensión punitiva de la Corte, en contra de quienes organicen, avalen o realicen guerras de agresión o guerras de conquista.
El inicio de una guerra de agresión es un crimen estipulado en el Derecho internacional consuetudinario como cualquier guerra que no sea de autodefensa o sancionada por el artículo 51 de la Carta de las Naciones Unidas.
Los Juicios de Núremberg que siguieron a la Segunda Guerra Mundial llamaron al inicio de una guerra de agresión "algo esencialmente perverso... iniciar una guerra de agresión... no es solo un crimen internacional, es el mayor crimen internacional diferenciándose de los otros crímenes en que contiene en sí mismo la perversidad acumulada de los otros."
El artículo 39 de la Carta de las Naciones Unidas estipula que el Consejo de Seguridad de las Naciones Unidas determinará la existencia de cualquier acto de agresión y "recomendará, o decidirá las medidas a tomar de acuerdo a los artículos 41 y 42, para mantener y restaurar la paz y la seguridad".

## Historia de la prohibición de las guerras de agresión
Hasta finales de la Primera Guerra Mundial se consideraba un derecho soberano de cada Estado el iniciar una guerra si lo estimaba acorde a sus intereses.
Anteriormente se habían emprendido intentos de erradicar esa lacra de la humanidad. Un decreto de la asamblea nacional francesa del 22 de mayo de 1790 exigía al ejecutivo la autorización de la asamblea incluso para el inicio de una guerra defensiva. Más tarde, a mediados del siglo XIX, Venezuela, Ecuador y Brasil introdujeron en sus constituciones leyes que obligaban la mediación o el arbitraje antes de iniciar una guerra.
El primer paso de la comunidad internacional hacia la prohibición de la guerra de agresión fue la firma del Pacto Briand-Kellogg que prohibió la guerra como medio de la política.